# Sylvia Kristel

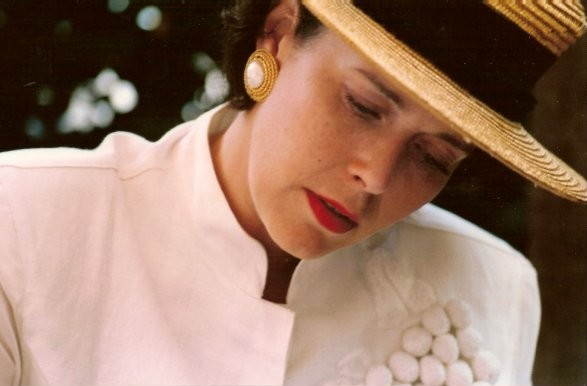
Sylvia Kristel no Festival de Cannes, em 1990

Sylvia Kristel (Utrecht, 28 de setembro de 1952 - Amsterdã, 17 de outubro de 2012) foi uma atriz, diretora e modelo neerlandesa, mais conhecida pelo filme erótico Emmanuelle.

## Biografia
Iniciou seu trabalho como modelo aos 17 anos mas inicialmente planejava ser professora.
Tornou-se conhecida mundialmente interpretando a personagem principal na série de filmes eróticos Emmanuelle.
No Brasil a atriz fez o ensaio fotográfico de lançamento da revista Status, em agosto de 1974.
Em 2001, Sylvia teve um pequeno papel em Perdoe-me, o filme de estreia do polêmico cineasta holandês Cyrus Frisch.
Em 2004, fez sua estreia como diretora com o curta-metragem Topor et Moi, que recebeu o prêmio de melhor curta-metragem - menção especial do júri no Festival de Cinema de Tribeca, em 2006.
Intitulada de Nua, originalmente Undressing Emmanuelle, sua autobiografia conta a história de alguém que lidou com a fama, o álcool, a cocaína, exploração, luxos, casamentos e ainda lutou contra um câncer. No final de sua vida, Silvia Kristel dedicou-se a pintar quadros vivendo modestamente em Amsterdã.
Em julho de 2012 a atriz sofreu um AVC, sendo internada em Amsterdã em estado crítico. A atriz, que sofria há alguns anos de problemas de saúde, estava fazendo uma nova sessão de tratamento contra um câncer na garganta, que se estendeu depois a um pulmão, diagnosticado há dez anos. Viria a morrer em outubro do mesmo ano.

## Filmografia
Como atriz

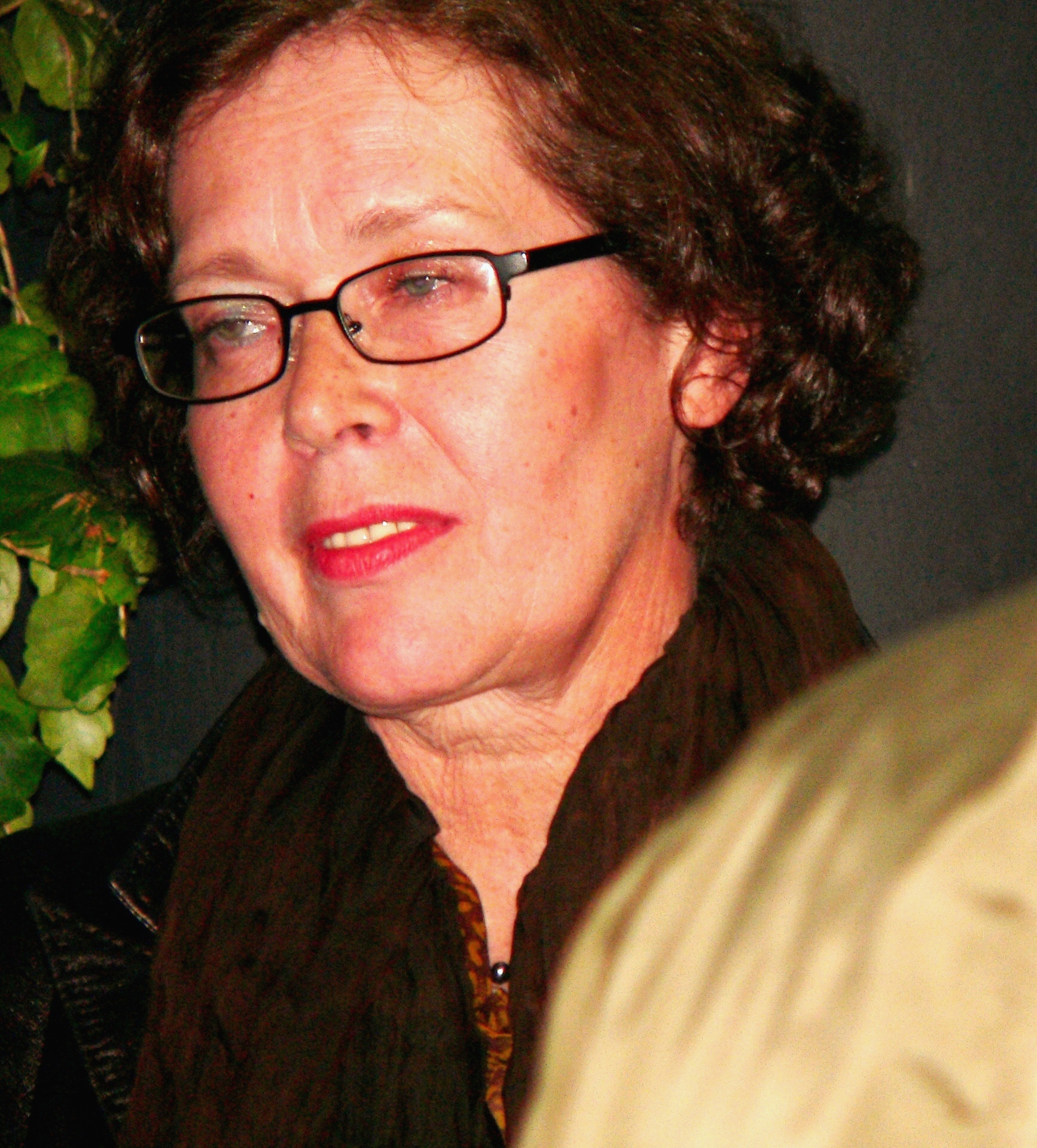
Sylvia Kristel em 2007

- Naakt over de schutting (1973) .... Lilly Marischka
- Because of the Cats (1973) .... Hannie Troost
- Frank en Eva (1973) .... Sylvia
- Emmanuelle (1974) .... Emmanuelle
- Un linceul n'a pas de poches (1974) .... Avril
- Der Liebesschüler (1974) .... Andrea
- Emmanuelle l'antivierge (1975) .... Emmanuelle
- Le jeu avec le feu (1975) .... Diana Van Den Berg
- La marge (1976) .... Diana
- Une femme fidèle (1976) .... Mathilde Leroy
- Adeus Emmanuelle (1977) .... Emmanuelle
- René la canne (1977) .... Krista
- Alice ou la dernière fugue (1977) .... Alice Caroll
- Pastorale 1943 (1978) .... Miep Algera
- Mysteries (1978) .... Dany Kielland
- The Concorde ... Airport '79 (1979) .... Isabelle
- The Fifth Musketeer (1979) .... Maria Theresa
- Letti selvaggi (1979) .... The Lady on the Bed/The Unhappy Wife
- Un amore in prima classe (1980) .... Beatrice
- The Nude Bomb (1980) .... Agent 34
- Private Lessons (1981) .... Nicole Mallow
- Lady Chatterley's Lover (1981) .... Lady Constance Chatterley
- The Million Dollar Face (1981) (TV) .... Brett Devereaux
- Private School (1983) .... Ms. Regina Copoletta
- Emmanuelle IV (1984) .... Sylvia / Emmanuelle
- Red Heat (1985) .... Sofia
- Mata Hari (1985) .... Mata Hari
- The Big Bet (1985) .... Michelle
- Casanova (1987) (TV) .... Maddalena
- The Arrogant (1988) .... Julie
- Dracula's Widow (1988) .... Vanessa
- Hot Blood (1990) .... Sylvia
- In the Shadow of the Sandcastle (1990) .... Angel
- Seong-ae-ui chimmuk (1992)
- Emmanuelle au 7ème ciel (1993) .... Emmanuelle
- Le secret d'Emmanuelle (1993) (TV)
- Beauty School (1993) .... Sylvia
- Le parfum d'Emmanuelle (1993) (TV) .... Emmanuelle
- Magique Emmanuelle (1993) (TV) .... Emmanuelle
- L'amour d'Emmanuelle (1993) (TV) .... Old Emmanuelle
- Emmanuelle à Venise (1993) (TV) .... Old Emmanuelle
- La revanche d'Emmanuelle (1993) (TV) .... Old Emmanuelle
- Éternelle Emmanuelle (1993) (TV) .... Old Emmanuelle
- Onderweg naar morgen (1994) TV .... Trix Odijk (1996)
- De eenzame oorlog van Koos Tak (1996) - Tante Heintje (1996) Episódio TV
- Gaston's War (1997) .... Miep Visser
- Die Sexfalle (1997) (TV) .... Nicole Fuchs
- An Amsterdam Tale (1999) .... Alma
- Film 1 (1999) .... Patron
- Harry Rents a Room (1999) .... Miss Pinky
- Die Unbesiegbaren (2000) (TV)
- Lijmen/Het been (2000) .... Jeanne
- Sexy Boys (2001) .... La sexologue
- De vriendschap (2001) .... Sylvia
- Vergeef me (2001) .... Chiquita (on stage)
- Bank (2002) .... Wife
- The Swing Girls (2010) (TV) .... Eva de Leeuw
- Two Sunny Days (2010) .... Angela

Como diretora
- Topor et Moi (2004)

## Prêmios e indicações

#### Prêmios
Tribeca Film Festival
- Melhor curta-metragem - menção especial do júri: 2006[4]